# Ли Хуэйлинь
Ли Хуэйлинь (кит. 李惠林, пиньинь Lǐ Huì-lín; 1911—2002) — китайский и американский ботаник, обладатель стипендии Гуггенхайма в 1961 году, член Китайской Академии с 1964 года.

## Биография
Родился в Сучжоу близ Шанхая, в 1930 году окончил Сучжоуский университет со степенью бакалавра. В 1932 году получил степень магистра в Яньцзинском университете, после чего начал преподавать в Сучжоу. В 1940 году поступил в докторантуру Гарвардского университета, в 1942 году стал доктором философии. В 1943 году получил Стипендию Харрисона на научную работу в Пенсильванском университете. До 1946 году под руководством Фрэнсиса Пеннелла Ли учился в Пенсильвании.
В 1946 году Ли вернулся в Сучжоу, став профессором биологии. С 1947 года он был профессором по кафедре ботаники Национального Тайваньского университета. В 1950 году Ли вновь уехал в США, в 1951 году стал научным сотрудником Смитсоновского института в Вашингтоне.
С 1952 года работал в Моррис-арборетуме Пенсильванского университета. В 1958 году стал адъюнкт-профессором, в 1963 году — профессором ботаники Пенсильванского университета. В 1972 году он был назначен директором Моррис-арборетума.

## Некоторые научные публикации
- Li H.-L. The Garden Flowers of China. — New York, 1959. — 240 p.
- Li H.-L. Woody flora of Taiwan. — Narbeth, PA, 1963. — 974 p.
- Li H.-L. Trees of Pennsylvania, the Atlantic States, and the Lake States. — Philadelphia, 1972. — 276 p.